# Antonio Tauler
Antonio Tauler Llull (conocido como Toni Tauler; Palma de Mallorca, 11 de abril de 1974) es un deportista español que compitió en ciclismo en las modalidades de pista, especialista en las pruebas de persecución y madison, y ruta.
Participó en dos Juegos Olímpicos de Verano, en los años 2000 y 2008, obteniendo una medalla de plata en Pekín 2008, en la prueba de madison (junto con Joan Llaneras).

## Medallero internacional
| Juegos Olímpicos | Juegos Olímpicos | Juegos Olímpicos | Juegos Olímpicos |
| Año              | Lugar            | Medalla          | Competición      |
| ---------------- | ---------------- | ---------------- | ---------------- |
| 2008             | Pekín (China)    | Medalla de plata | Madison          |

## Palmarés

### Carretera
1999
- 1 etapa de la Vuelta a Murcia

2001
- 2.º en el Campeonato de España de ciclismo contrarreloj

2002
- 2.º en el Campeonato de España de ciclismo contrarreloj

2003
- 2.º en el Campeonato de España de ciclismo contrarreloj

2006
- Campeón de España en contrarreloj

### Pista
2008
- Medalla de plata en Ciclismo en pista (en Madison, haciendo equipo con Joan Llaneras Roselló) en los Juegos Olímpicos de Pekín 2008

## Equipos
- Ros Mary (1998)
- Kelme-Costa Blanca (1999-2003)
- Illes Balears (2004-2005)
- 3 Molinos-Resort (2006)